# Liste chinesischer Becken
Dies ist eine Liste chinesischer Becken bzw. Senken (chinesisch 盆地, Pinyin péndì). Zu den wichtigsten zählen Tarim-Becken, Junggar-Becken, Turpan-Becken, Qaidam-Becken und Sichuan-Becken.

## Übersicht
- Bansha-Becken (板沙盆地)
- Bose-Becken oder Baise-Becken (百色盆地,  Bósè péndì, englisch Bose Basin/Baise Basin)
- Datong-Becken (大同盆地) Nord-Shanxi
- Dianqiangui-Becken bzw. Yunnan-Guizhou-Guangxi-Becken (滇黔桂盆地)
- Dongting-Becken
- Fengtai-Becken (鳳太盆地)
- Fenhe-Becken (汾河盆地) Zentral- und Süd-Shanxi
- Hami-Becken (哈密盆地) Ost-Xinjiang
- Hanzhong-Becken (汉中盆地) Süd-Shaanxi
- Jianghan-Becken
- Junggar-Becken (準噶爾盆地) Nord-Xinjiang, zwischen Tianshan-Gebirge und Altai-Gebirge
- Limin-Becken (禮岷盆地)
- Luliang-Becken (陆良盆地) Yunnan
- Nihewan-Becken (泥河湾盆地) Hebei
- Qaidam-Becken (柴達木盆地 / 柴达木盆地) Nordwest-Qinghai
- Nanyang-Becken (南陽盆地) Südwest-Henan, Nordwest-Hubei
- Sanggan-Becken (桑干盆地) Nord-Shanxi, Nordwest-Hebei
- Sichuan-Becken (四川盆地) Ost-Sichuan, West-Chongqing, am Oberlauf des Yangtse
- Songliao-Becken (松辽盆地) Heilongjiang, Nordostchina
- Taichung-Becken (臺中盆地) Taiwan
- Taipei-Becken (臺北盆地) Taiwan
- Tarim-Becken (塔里木盆地) Süd-Xinjiang
- Turpan-Becken (吐魯番盆地) Ost-Xinjiang, zwischen Bogda- und Qoltag-Gebirge
- Wenkang-Becken (文康盆地)
- Xicheng-Becken (西成盆地)
- Xuanhua-Becken (宣化盆地) Nordwest-Hebei
- Yanqi-Becken (焉耆盆地) Zentral-Xinjiang
- Zhashan-Becken (柞山盆地)
- Zhenxun-Becken (鎮旬盆地)